# Vendelín v zakletém domě
Vendelín v zakletém domě je počítačová hra pro ZX Spectrum. Je řazena mezi plošinovky. V roce 1995 ji naprogramovala firma Ninja Soft a vydala ji firma Jan Hanoušek Computer Software.
Hráč ovládá Vendelína, který ze zvědavosti vlezl do domu o němž se říká, že je prokletý. Je však v domě uvězněn a nyní musí najít cestu ven. Dům se skládá z 52 místností. V každé jsou 3 klíče, které hráč sbírá, aby otevřel dveře a dostal se dál. Přitom jej obtěžuje duch, který úkol ztěžuje.